# Bahnhof Maulbronn West
Der Bahnhof Maulbronn West ist der wichtigere der beiden Bahnhöfe in der baden-württembergischen Stadt Maulbronn im Enzkreis. Der Bahnhof liegt an Streckenkilometer 52,6 der Württembergischen Westbahn Bietigheim-Bissingen–Bruchsal und ist Ausgangspunkt der Stichstrecke nach Maulbronn. Seit Eröffnung der Stichstrecke ist der Westbahnhof ein Keilbahnhof. Auf der Stichstrecke verkehrt seit 1996 im Sommer sonn- und feiertags der Klosterstadt-Express und auf der Westbahn seit 2019 eine Regionalbahnlinie von Bruchsal nach Mühlacker.

## Name
Der Namen des heute als „Maulbronn West“ bezeichneten Bahnhofs wurde im Laufe der Zeit mehrmals verändert. Nach Eröffnung der Stichstrecke nach Maulbronn (Stadt) 1914 wurde der Bahnhof, der zum Zeitpunkt seiner Eröffnung nur Maulbronn hieß, in Maulbronn Hauptbahnhof umbenannt. Bald darauf wurde er wieder in Maulbronn und später schließlich in Maulbronn West benannt. Örtlich ist darüber hinaus die Bezeichnung Westbahnhof gebräuchlich, welche bereits zu Reichsbahnzeiten verwendet wurde.

## Lage
Der Bahnhof Maulbronn West liegt ca. 3,5 km südwestlich vom Stadtzentrum Maulbronns entfernt im Wald.

## Geschichte

### Eröffnung des Bahnhofs bis zur Inbetriebnahme der Stichstrecke (1853–1914)
Am 1. Oktober 1853 eröffneten die Königlich Württembergischen Staats-Eisenbahnen (K.W.St.E.) nach jahrelangen Verhandlungen zwischen dem Königreich Württemberg und dem Großherzogtum Baden die Westbahn Stuttgart–Mühlacker–Bretten–Bruchsal. Aufgrund schwieriger topografischer Verhältnisse im Bereich Maulbronn entstand eine Station namens Maulbronn etwa 3,5 km von Maulbronn entfernt. Die Westbahn erhielt einen Tunnel südlich des Bahnhofs Maulbronn West, der bei der Elektrifizierung der Westbahn in den 1950er Jahren westlich umfahren, danach als Weinkeller weiter genutzt und 1998 schließlich zu einem Schießstand umgebaut wurde.
Da Maulbronn mit der Eisenbahn nur über einen drei Kilometer außerhalb im Wald gelegenen Bahnhof zu erreichen war, veranlasste die Stadt Maulbronn zu diversen Petitionen die Herstellung einer Eisenbahnverbindung zwischen Bahnhof und Stadt, die mit dem Bedürfnis nach einem Gleisanschluss für die örtlichen weit bekannten Sandsteinbrüche, dem Transport landwirtschaftlicher Güter, aber auch mit dem aufkommenden Tourismus zum berühmten Kloster Maulbronn begründet wurde. Diese Petitionen führten auf württembergischer Seite 1909 schließlich zu einem Gesetzentwurf für eine Normalspurstrecke, die lediglich Maulbronn an die Westbahn anbinden sollte. Am 25. August 1909 beschloss die Württembergische Abgeordnetenkammer das Gesetz zum Bau der Strecke. 1911 begannen die ersten Vorarbeiten. Der eigentliche Bau wurde im Laufe des Jahres 1912 in Angriff genommen und konnte nach rund zweijähriger Bauzeit am 1. August 1914 dem Verkehr übergeben werden. Der Westbahnhof wurde damit zum Keilbahnhof.

### Weitere Entwicklung des Bahnhofs und Niedergang der Stichstrecke (1914–1996)
Bis Herbst 1944 blieb die Westbahn von den Kampfhandlungen des Zweiten Weltkrieges weitgehend unbeeinträchtigt. Danach häuften sich Bomben- und Tieffliegerangriffe auf die Bahnhöfe und Züge immer mehr, wobei es zahlreiche Tote und Verletzte sowie Sachschäden gab.
Nachdem bereits in den 1960er Jahren erste Züge der Nebenbahn durch Bahnbusse ersetzt wurden, verkehrte der letzte planmäßige Personenzug am 3. Juni 1973. Noch bis 1997 gab es unregelmäßigen Güterverkehr zum Maulbronner Stadtbahnhof. Zum 31. Juli 1999 stellte die Deutsche Bahn schließlich offiziell die Bedienung im Güterverkehr ein.

### Klosterstadt-Express und Stadtbahn Karlsruhe (seit 1996)
Um der drohenden Stilllegung der Strecke Maulbronn West–Maulbronn Stadt zu entgehen, wurden 1996 an Sommerwochenenden wieder Ausflugszüge auf den Relationen Bretten–Mühlacker und Maulbronn West–Maulbronn Stadt, die Touristen unter dem Namen „Klosterstadt-Express“ eine Anreise zum Kloster ermöglichen sollten, auf Initiative des Verkehrsclubs Deutschland (VCD) und Pro Bahn mit finanzieller Unterstützung der Anliegerkommunen eingerichtet. Im Sommer 1997 fanden die Sonderfahrten aus Anlass des 850-jährigen Jubiläums des Klosters statt. Aufgrund des großen Erfolges wurde die Initiative im folgenden Jahr fortgesetzt. Um die Erreichbarkeit aus Richtung Karlsruhe zu verbessern, wurden die Stadtbahnen der Linien Karlsruhe–Bretten und Karlsruhe–Bruchsal–Bretten bis Maulbronn West verlängert, so dass unmittelbar Anschluss an den Klosterstadt-Express bestand.
Seit 1999 ist das Gleis 644 gesperrt.
Als 1999 der Vorlaufbetrieb der Stadtbahnlinie S9 zwischen Bretten und Mühlacker aufgenommen wurde, ergriffen der VCD und Pro Bahn die Initiative und sprachen sich für den Bau einer Verbindungskurve Bretten–Maulbronn aus, die einen durchgehenden Stadtbahnverkehr auf der Westbahn mit Einbeziehung des Maulbronner Stadtbahnhofs und einem dortigen Fahrtrichtungswechsel ermöglichen sollte. Jedoch kam eine Reaktivierung des Schienenpersonennahverkehrs nicht zu Stande.
In den Sommermonaten des Jahres 1999 wurde das sonntägliche Zugangebot auf einen Pendelverkehr zwischen den beiden Maulbronner Bahnhöfen auf einen Halbstundentakt ausgedehnt und durch eine Zugverbindung Horb–Pforzheim–Maulbronn ergänzt. Diese Zugverbindung fährt „auf den Spuren Hermann Hesses“, womit auf den Lebensweg des Dichters Bezug genommen wird. Von 2000 bis 2007 gab es an den Betriebstagen vier Zugpaare in der Relation Tübingen–Horb–Pforzheim–Maulbronn. Laut VCD nutzen pro Verkehrstag rund 150 bis 250 Fahrgäste das Angebot.
Durch die Neuausschreibung der Verkehrsleistungen mit entsprechendem Betreiberwechsel wurden zum 9. Juni 2019 die Verbindungen auf eine Regionalbahn umgestellt. Diese verkehrt stündlich auf dem Fahrweg von Bruchsal über Maulbronn West nach Mühlacker und teilweise bis Stuttgart.

## Betrieb
Seit 1996 ist der Bahnhof Maulbronn West im Sommerhalbjahr Halt des Klosterstadt-Express von Mühlacker nach Maulbronn Stadt. Im Sommer 2021 verkehrt nur ein Pendel Maulbronn West – Maulbronn Stadt, zwei Züge kommen von Pforzheim. Im Regelverkehr ist der Westbahnhof Halt der stündlich verkehrenden Regionalbahn RB17C von Stuttgart über Vaihingen (Enz), Mühlacker, Maulbronn West und Bretten nach Bruchsal.
| Linie, Zuggattung        | Strecke                                                                                                 | Taktfrequenz |
| ------------------------ | --- | --- |
| MEX17C                   | Bruchsal – Bretten – Maulbronn West – Mühlacker – Vaihingen (Enz) – Stuttgart                           | 60-Minuten-Takt |
| RB72                     | Maulbronn Stadt/Kloster – Maulbronn West – Pforzheim – Bad Liebenzell – Calw – Nagold – Horb – Tübingen | zwei Zugpaare zwischen Maulbronn und Horb (– Tübingen), zwischen 11 Uhr und 13 Uhr, sowie 15 Uhr und 17 Uhr 30-Minuten-Takt von/nach Maulbronn Stadt/Kloster im Sommerhalbjahr, allerdings nur an Sonn- und Feiertagen |
| Stand: 15. Dezember 2024 | | |

Darüber hinaus gibt es seit 2004 ein Anrufsammeltaxi, das eine Verbindung zwischen Stadt und Bahnhof herstellt.